# 예미초등학교 운치분교
예미초등학교 운치분교는 대한민국 강원특별자치도 정선군에 있는 초등학교다.

## 학교 연혁
- 1944.05.15 운치국민학교 설립인가
- 1944.06.03 운치국민학교 개교
- 1995.02.17 제44회 졸업(총 975명)
- 1995.03.01 운치분교장으로 격하(예미초 편입)
- 2015.03.01 제33대 교장 신명건 부임
- 2015.03.01 3학급(복식) 편성(총 6명)